# Буна Кундул
Буна Кундул (фр. Bouna Coundoul, нар. 4 березня 1982, Дакар) — сенегальський футболіст, що грав на позиції воротаря. По завершенні ігрової кар'єри — тренер. З 2021 року очолює тренерський штаб команди «Нью-Амстердам».
Виступав, зокрема, за клуб «Нью-Йорк Ред Буллз», а також національну збірну Сенегалу.

## Клубна кар'єра
Народився 4 березня 1982 року в місті Дакар, Сенегал, але у дитинстві разом із родиною переїхав до Нью-Йорка. Займався футболом у середній школі Мартіна Лютера Кінга на Мангеттені, де отримав нагороду «Воротар року» в Нью-Йорку, а потім грав за команду Університету Олбані, штат Нью-Йорк.
У 2005 році Буна був обраний на драфті клубом «Колорадо Репідс». 13 травня 2006 року в матчі проти «Лос-Анджелес Гелексі» він дебютував у MLS, замінивши травмованого Джо Кеннона. Кундул швидко завоював місце в основі і був одним із «сухих» воротарів США. 2009 року Буна не зміг домовитися з клубом і отримав статус вільного агента. Всього у команді сенегалець провів три сезони, взявши участь у 52 матчах чемпіонату.
Влітку того ж року він перейшов у «Нью-Йорк Ред Буллз». 26 липня у поєдинку проти свого колишнього клубу «Колорадо Репідс» Буна дебютував за нову команду. У 2011 році до команди прийшов Франк Рост, який витіснив Кундула з основи. 30 листопада 2011 року «Ред Буллз» відхилили опцію продовження контракту гравця на 2012 рік, що дало йому право взяти участь у драфті, де Кундул не був обраний жодною командою і став вільним агентом.
У березні 2012 року Буна підписав угоду до кінця сезону з фінським ВПС (Вааса). 15 квітня в матчі проти «Гонки» він дебютував у чемпіонаті Фінляндії і загалом провів за команду 19 ігор у цьому турнірі.
У серпні Буна перейшов у кіпрський «Еносіс», але не був основним воротарем і через рік покинув клуб.
Влітку 2013 року Кундул підписав контракт із іншим місцевим клубом «Етнікос» (Ахна). 1 вересня у матчі проти АЕЛа він дебютував за новий клуб. Всього провів у команді півтора роки, взявши участь у 35 іграх чемпіонату.
Влітку 2015 року Буна перейшов у південноафриканський «Платинум Старс». 13 вересня в матчі проти «Джомо Космос» він дебютував у чемпіонаті ПАР. Тим не менш основним воротарем сенегалець не був, тому влітку 2016 року він завершив кар'єру гравця.

## Виступи за збірну
17 листопада 2007 року дебютував в офіційних іграх у складі національної збірної Сенегалу в товариському матчі проти Малі, вийшовши на заміну замість Тоні Сільви у другому таймі. На початку наступного року потрапив у заявку на Кубок африканських націй 2008 року у Гані, де зіграв одну гру, ставши першим гравцем з MLS, який брав участь у Кубку африканських націй.
Згодом Кундул поїхав на Кубок африканських націй 2012 року у Габоні та Екваторіальній Гвінеї, де взяв участь у зустрічах проти збірних Екваторіальної Гвінеї та Замбії, але і цього разу сенегальці не вийшли з групи.
Втретє і востаннє на континентальній першості зіграв під час Кубка африканських націй 2015 року в Екваторіальній Гвінеї, де був основним воротарем, відігравши усі три гри, але сенегальці вкотре не вийшли з групи.
Загалом протягом кар'єри в національній команді, яка тривала 9 років, провів у її формі 34 матчі.

## Кар'єра тренера
Розпочав тренерську кар'єру, повернувшись до футболу після невеликої перерви, 2021 року, очоливши тренерський штаб нижчолігового американського клубу «Нью-Амстердам».